# Леопольдо Еліа
Леопольдо Еліа (італ. Leopoldo Elia; нар. 4 листопада 1925, Фано — пом. 5 жовтня 2008, Рим) — італійський політик. Член Народної партії Італії (PPI). Суддя Конституційного суду Італії, в уряді Карло Адзеліо Чампі (1993—1994) був Міністром закордонних справ (1994), в той час коли Беніаміно Андреатта був головою Народної партії парламентської групи.

## Біографія
Народився 4 листопада 1925 року в місті Фано. Закінчив у 1947 році Римський університет за напрямком юриспруденція. Працював викладачем конституційного права в університетах Урбіно з 1960 до 1963 року, Феррари 1962—1963, Турині з 1963 до 1970 року та Римі з 1970 до 1997 року, отримав звання професора у 1962 році. У 1976 і 1984 році був обраний парламентом до Конституційного Суду Республіки Італії. З 21 вересня 1981 по 7 травня 1985 був його головою. У 1994 році був Міністром закордонних справ Італії.

## Політичне життя
У шістдесяті роки його діяльність зосереджувалась навколо конституційних та громадянських свобод. Його есе про форму правління для енциклопедії Закону 1970, мабуть найбільш відома та широко цитована на цю тему праця у післявоєнний період. Це була його знаменита формула conventio ad excludendum, для опису неписаного правила післявоєнної Італії заблокованої демократії, у якій зміна уряду була практично неможливою через присутність у політичній системі однієї із найбільш сильної комуністичної партії  на заході.
Леопольдо Еліа був обраний парламентом до Конституційного Суду Італії 30 квітня 1976 року, а 7 травня 1976 року він склав присягу. З 21 вересня 1981 року він був головою, а 24 вересня 1984 року переобраний на посаду Голови Конституційного Суду Італії. Після закінчення терміну призначення на посаду судді Конституційного Суду Італії., він починає відігравати все більш помітну роль у політичному житті держави: з 28 квітня 1993 року по 10 травня 1994 року він був міністром реформ Італії (Minister for Reforms) в уряді  Карло Адзеліо Чампі, з 19 квітня по 10 травня 1994 рік був також міністром закордонних справ Італії, зайнявши місце Беніаміно Андреатті, який пішов у відставку.

### Міністр закордонних справ
Леопольдо Еліа перебував на посаді міністра закордонних справ Італії з 19 квітня 2010 року до 10 травня 2010 року.

## Нагороди
- Кавалер Великого хреста ордену «За заслуги перед Італійською Республікою» (Рим) (2 червня 1975)
- Великий офіцер ордену «За заслуги перед Італійською Республікою» (27 грудня)
- Медаль «За внесок у розвиток культури та мистецтва Італії» (9 червня 1976)